# Neoneli
Neoneli (sardisk: Neunèle) er en by og en kommune (comune) i provinsen Oristano i regionen Sardinien i Italien. Byen ligger i 554 meters højde og har 684 indbyggere (2016). Kommunen har et areal på 48,01 km² og grænser til kommunerne Ardauli, Austis, Boroneddu, Nughedu Santa Vittoria, Ortueri, Sorgono og Ula Tirso.